# 中野圭二
中野 圭二（なかの けいじ、1931年3月6日 - 2012年9月24日）は、日本のアメリカ文学者・翻訳家。慶應義塾大学名誉教授。

## 略歴
山口県生まれ。慶應義塾大学卒、同大学院修士課程修了、慶應義塾志木高等学校教諭、慶應義塾大学理工学部教授を務め、1996年定年退任、名誉教授、中京大学教授。
サスペンス小説のほか、トム・ウルフ、ジョン・アーヴィングなどを訳した。

## 翻訳
- 『シャドー81』（ルシアン・ネイハム、新潮文庫） 1977、のちハヤカワ文庫
- 『シベリア横断急行』（ウォレン・アドラー、角川書店） 1978
- 『誰かが見ている』（メアリ・H・クラーク、新潮文庫） 1979
- 『サンドラー迷路』（ノエル・ハインド、文藝春秋） 1980、のち文春文庫
- 『ユダヤ・コレクション』（フランク・マクドナルド、新潮文庫） 1980
- 『黄金猿の年』（コリン・フォーブズ、創元推理文庫） 1981
- 『ザ・ライト・スタッフ』（トム・ウルフ、加藤弘和共訳、中央公論社） 1981、のち中公文庫
- 『真夜中の滑降』（アーウィン・ショー、早川書房） 1981、のちハヤカワ文庫
- 『女医スコーフィールドの診断』（ヘンリー・デンカー、文藝春秋） 1981
- 『ゴーリキー・パーク』（マーティン・クルーズ・スミス、早川書房） 1982、のちハヤカワ文庫
- 『センターコートの女王』（ビリー・ジーン・キング, フランク・デフォード、新潮文庫） 1983
- 『あなたはどんな病気にかかりやすいか 遺伝子でわかる体質』（ツォルト・ハルサニ, リチャード・ハットン、中央公論社） 1983
- 『被害者を捜せ!』（パット・マガー、創元推理文庫） 1984
- 『目撃者失踪 DKA探偵事務所ファイル3』（ジョー・ゴアズ、角川文庫） 1984
- 『復讐法廷』（ヘンリー・デンカー、文春文庫） 1984、のちハヤカワ・ミステリ文庫
- 『黄金をつくる男』（ブライアン・フリーマントル、新潮文庫） 1985
- 『琥珀色のジプシー』（マーティン・クルーズ・スミス、早川文庫） 1985
- 『切り裂き魔の森』（マーガレット・トレイシー、角川文庫） 1986
- 『ペイパーチェイス』（ナイジェル・ルイス、白水社） 1986
- 『ホテル・ニューハンプシャー』（ジョン・アーヴィング、新潮社） 1986、のち新潮文庫
- 『モスキート・コースト』（ポール・セロー、村松潔共訳、文藝春秋） 1987
- 『モスクワを制する者は』（ロバート・モス、文春文庫） 1987
- 『シベリアの孤狼』（ルイス・ラムーア、二見文庫） 1987
- 『あるスパイの挫折』（W・T・タイラー、新潮文庫） 1989
- 『スフィア 球体』（マイクル・クライトン、早川書房） 1989、のちハヤカワ文庫
- 『僕が戦場で死んだら』（ティム・オブライエン、白水社） 1990、のち白水Uブックス
- 『サッチャー暗殺』（ブレット・ウッズ、集英社） 1990
- 『虚栄の篝火』（トム・ウルフ、文藝春秋） 1991
- 『ポーラー・スター』（マーティン・クルーズ・スミス、新潮文庫） 1992
- 『魔界伝説』（ルイス・ラムーア、山本瑠美子共訳、二見文庫） 1994
- 『オウエンのために祈りを』（ジョン・アーヴィング、新潮社） 1999、のち新潮文庫
- 『カポーティ』（ジェラルド・クラーク、文藝春秋） 1999